# Stephen Stills (álbum)
Stephen Stills es el álbum debut y homónimo del músico, compositor y cantante estadounidense Stephen Stills, lanzado en noviembre de 1970 por Atlantic. Se considera uno de los 4 álbumes de alto perfil de cada uno de los miembros de la banda Crosby, Stills, Nash & Young durante la promoción del exitoso álbum Deja Vú, lanzado por la banda en marzo de 1970.
El álbum contó con la participación de los guitarristas Eric Clapton y Jimi Hendrix y del baterista Ringo Starr, además de contener el sencillo Love The One You´re With, versionada por Aretha Franklin un año después.